# Rhagonycha georgiana
Rhagonycha georgiana es una especie de coleóptero de la familia Cantharidae.

## Distribución geográfica
Habita en Georgia.